# Jeffrey Jones Jones
Jeffrey Max Jones Jones (Nuevo Casas Grandes, Chihuahua, 25 de abril de 1958) es un político mexicano miembro del Partido Acción Nacional, que ha ocupado los cargos de diputado federal y senador de la República.
En 2009 fue destituido de su cargo como subsecretario de Fomento a los Agronegocios de SARARPA.

## Biografía
Es miembro de La Iglesia de Jesucristo de los Santos de los Últimos Días o mormón, estudió en la Universidad Brigham Young en Provo, Utah, Estados Unidos. En 1997 fue elegido diputado federal por I Distrito Electoral Federal de Chihuahua a la LVII Legislatura, y en 2000 senador por el mismo estado para las legislaturas LVIII y LIX, cargo que concluyó en 2006, este mismo año fue nuevamente candidato a diputado federal, esta vez por el VII Distrito Electoral Federal de Chihuahua y no logró obtener el triunfo, a inicios de 2007 fue designado subsecretario de Fomento a los Agronegocios de la Secretaría de Agricultura, Ganadería, Desarrollo Rural, Pesca y Alimentación
Causó una controversia el 28 de octubre de 2009 cuando en su calidad de Subsecretario de Fomento a los Agronegocios recomendó a los campesinos aprender las prácticas de mercado de los narcotraficantes, de los cual se deslindó la propia Secretaría de Agricultura. En consecuencia, renunció a su cargo el 29 de octubre.
Debido a ello, en la actualidad, es conocido como "el apologista del narco".